# David Rittich
David Rittich (ur. 19 sierpnia 1992 w Igławie) – czeski hokeista, gracz NHL, reprezentant Czech.

## Kariera klubowa
- HC Dukla Jihlava (2009 – 26.06.2014)
- BK Mladá Boleslav (26.06.2014 – 10.06.2016)
- Calgary Flames (10.06.2016 –)
  -  Stockton Heat (2016 – 2018)

## Kariera reprezentacyjna
- Reprezentant Czech na MŚ w 2018